# Hieronymus Holzschuher

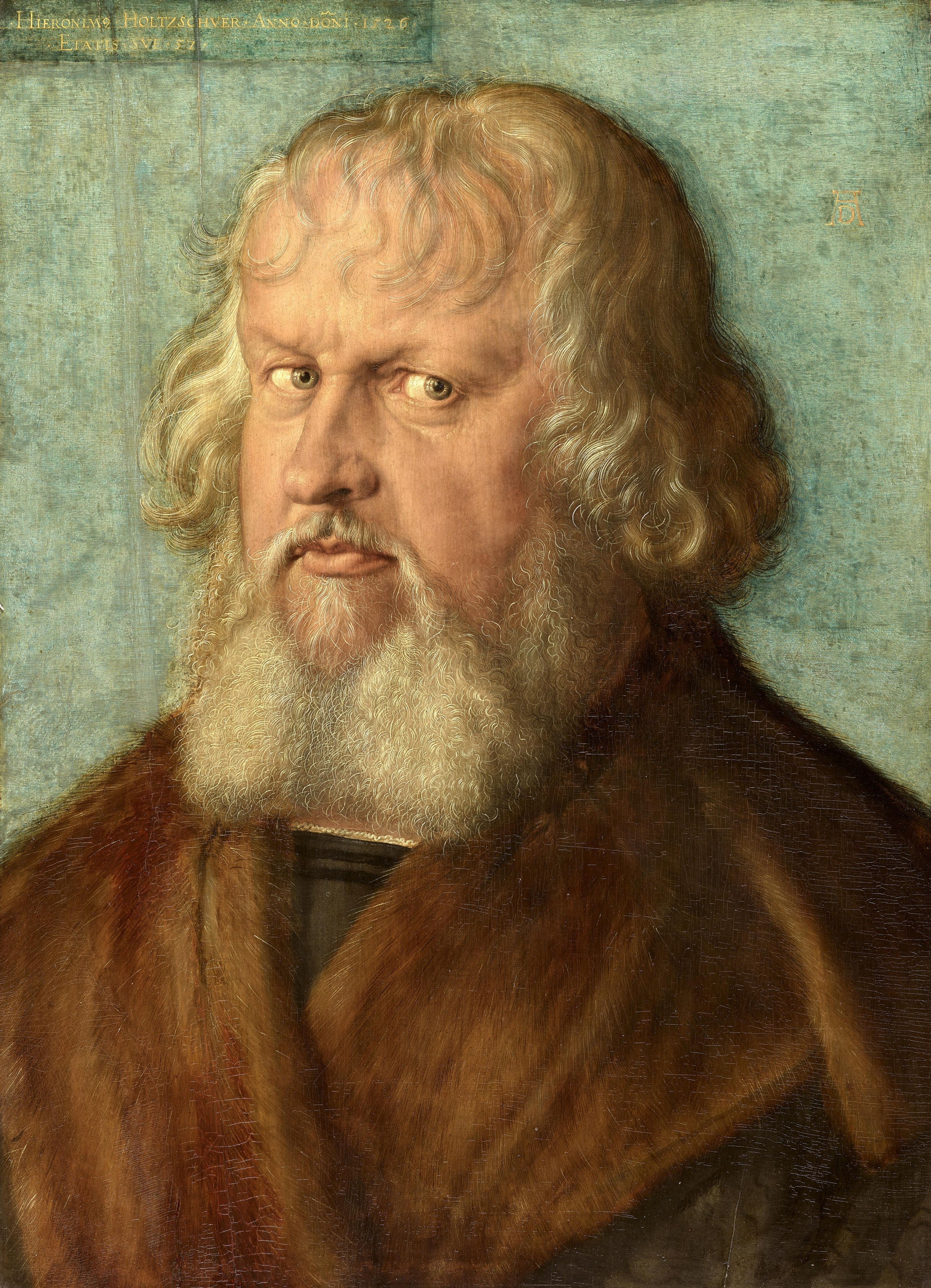
Porträt von Hieronymus Holzschuher, Albrecht Dürer, 1526 (Gemäldegalerie Berlin)

Hieronymus Holzschuher (* 1469 in Nürnberg; † 9. Mai 1529 ebenda) war ein Nürnberger Patrizier aus der Familie Holzschuher, einem der ältesten Ratsgeschlechter der Stadt, das ein europaweit tätiges Handelshaus führte. Heute ist er durch sein Porträt, das sein Freund Albrecht Dürer 1526 malte, noch weltweit bekannt.
Er war ein Sohn des 1480 verstorbenen Karl Holzschuher, der vom Nürnberger Rat zum dritten Obersten Hauptmann ernannt worden war. Gemeinsam mit seinem Bruder Lazarus d. Ä. besaß Hieronymus das große Haus an der Spitalbrücke beim Heilig-Geist-Spital, den späteren Harsdörfferhof der Familie Harsdorf, an dessen Stelle 1874 die Hauptsynagoge am Hans-Sachs-Platz gebaut wurde, die 1938 abgerissen wurde. Der spätgotische hölzerne Kapellenerker des Hauses wurde nach dessen Abriss an der Vogtei der Wartburg bei Eisenach angebracht.
Holzschuher immatrikulierte sich im März 1487 an der Universität Ingolstadt und ging 1491 nach Italien, um in Padua Jura zu studieren. Nach Nürnberg zurückgekehrt heiratete er 1498 Dorothea Münzer, die Tochter des Stadtarztes, Geographen und Humanisten Hieronymus Münzer. Bereits 1499 wurde er in den inneren Rat der Reichsstadt Nürnberg aufgenommen und stieg zum dritten Obersten Hauptmann auf.
Bis zu seinem Tod 1529 gehörte er dem engsten Kreis des Stadtregiments an und bekleidete sowohl das Amt des Jüngeren wie des Älteren Bürgermeisters (siehe: Geschichte der Stadt Nürnberg). Er war auch Mitglied der Sodalitas Staupitziana, dem neben dem Dekan der theologischen Fakultät in Wittenberg Johann von Staupitz auch der Nürnberger Ratsschreiber Lazarus Spengler, der Humanist Willibald Pirckheimer sowie Christoph Scheurl und Albrecht Dürer angehörten. Trotz anfänglicher Sympathie für Martin Luther schloss er sich – wie übrigens auch Scheurl, Pirckheimer und andere Humanisten – später dem katholischen Lager an.
Holzschuher besaß eine sehr umfangreiche Bibliothek, die zum großen Teil aus dem Erbe seines Schwiegervaters stammte. Bei Gillhofer & Ranschburg (Katalog Nr. 200) wurde um 1926 ein Großteil seiner Bibliothek zum Verkauf angeboten. Sie enthielt an Inkunabeln u. a. eine Cicero-Ausgabe (Mainz 1465), ferner Drucke von Plutarch, Ptolomaeus und Galen, Steinhöwels 'Aesop' in der lat. Ausgabe (Straßburg, Hans Knoblochtzers, 1481), ferner Werke von Sebastian Brant und Johannes Reuchlin sowie Lochers Panegyrikus auf Maximilian und weitere antike und humanistische Titel. Der bekannte Nürnberger Buchdrucker Anton Koberger (Schedelsche Weltchronik) war mit einer Cousine Holzschuhers verheiratet; Holzschuher wurde 1513 Kobergers Testamentsvollstrecker und Vormund seiner Kinder.
Dürers „Beweinung Christi“ wurde um 1499 von Holzschuher in Auftrag gegeben, wobei ungeklärt ist, ob sie ursprünglich für die Sebalduskirche bestimmt war, in der sie später hing, für die Barfüßerkirche oder für die Grabkapelle auf dem Nürnberger Johannisfriedhof, die der Stadtbaumeister Hans Beheim der Ältere um 1515 für Holzschuhers Schwager Peter Imhoff erbaute und die später Holzschuherkapelle genannt wurde, da sie auch seine Grabstätte ist. Nach 1580 ist das Gemälde jedenfalls in der Sebalduskirche nachgewiesen, wo es bis zum Verkauf an die Familie Peller (vgl. Pellerhaus, Pellerschloss) im Jahre 1620 verblieb. Seither befindet sich in der Sebalduskirche eine frühe Kopie, möglicherweise von Georg Gärtner d. J. (1577–1654). Im Unterschied zum Original sind hier die Wappenschilde mit Holzschuher’schen Wappen ausgemalt.

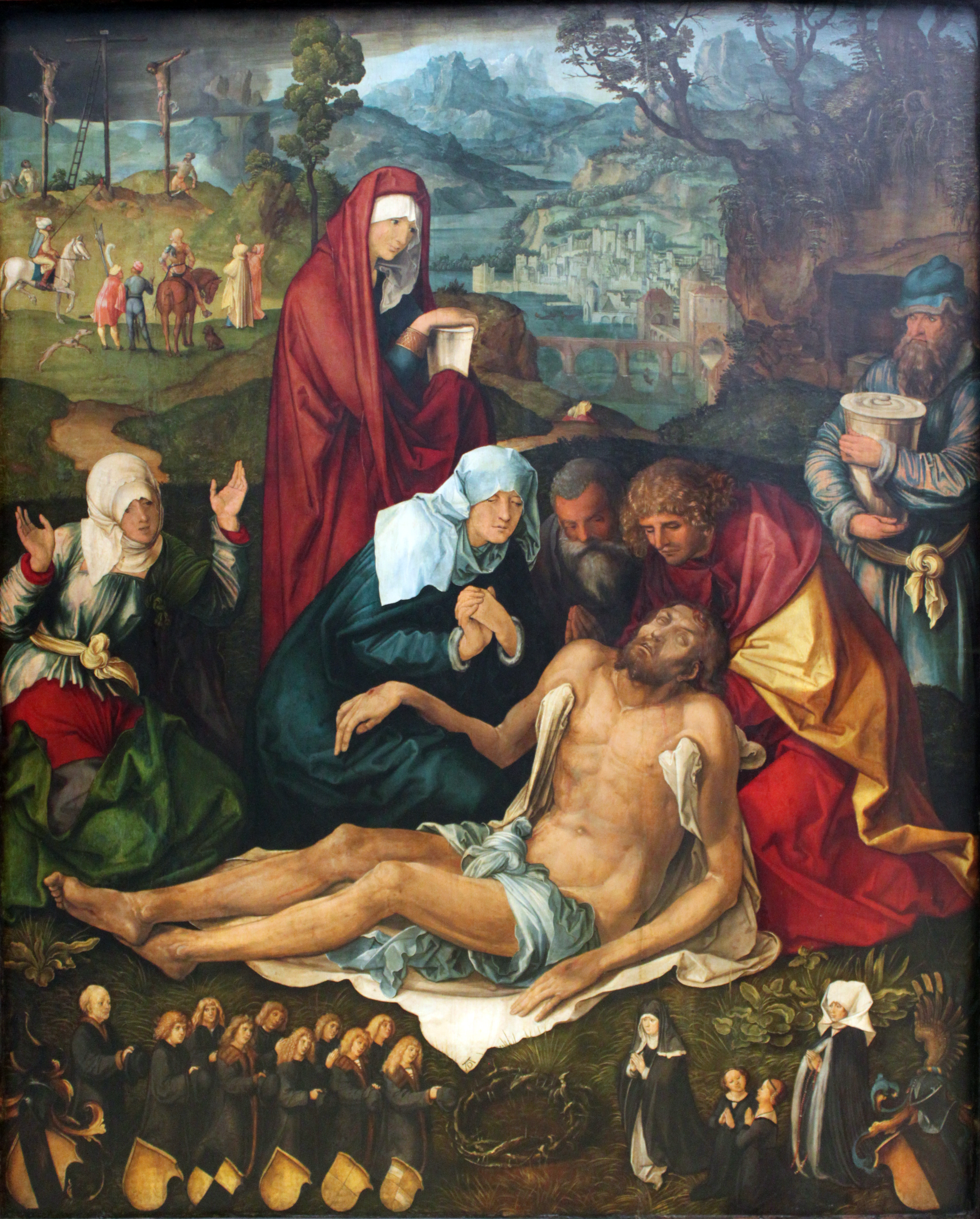
Albrecht Dürer: Beweinung Christi („Holzschuher-Lamentation“), Germanisches Nationalmuseum Nürnberg
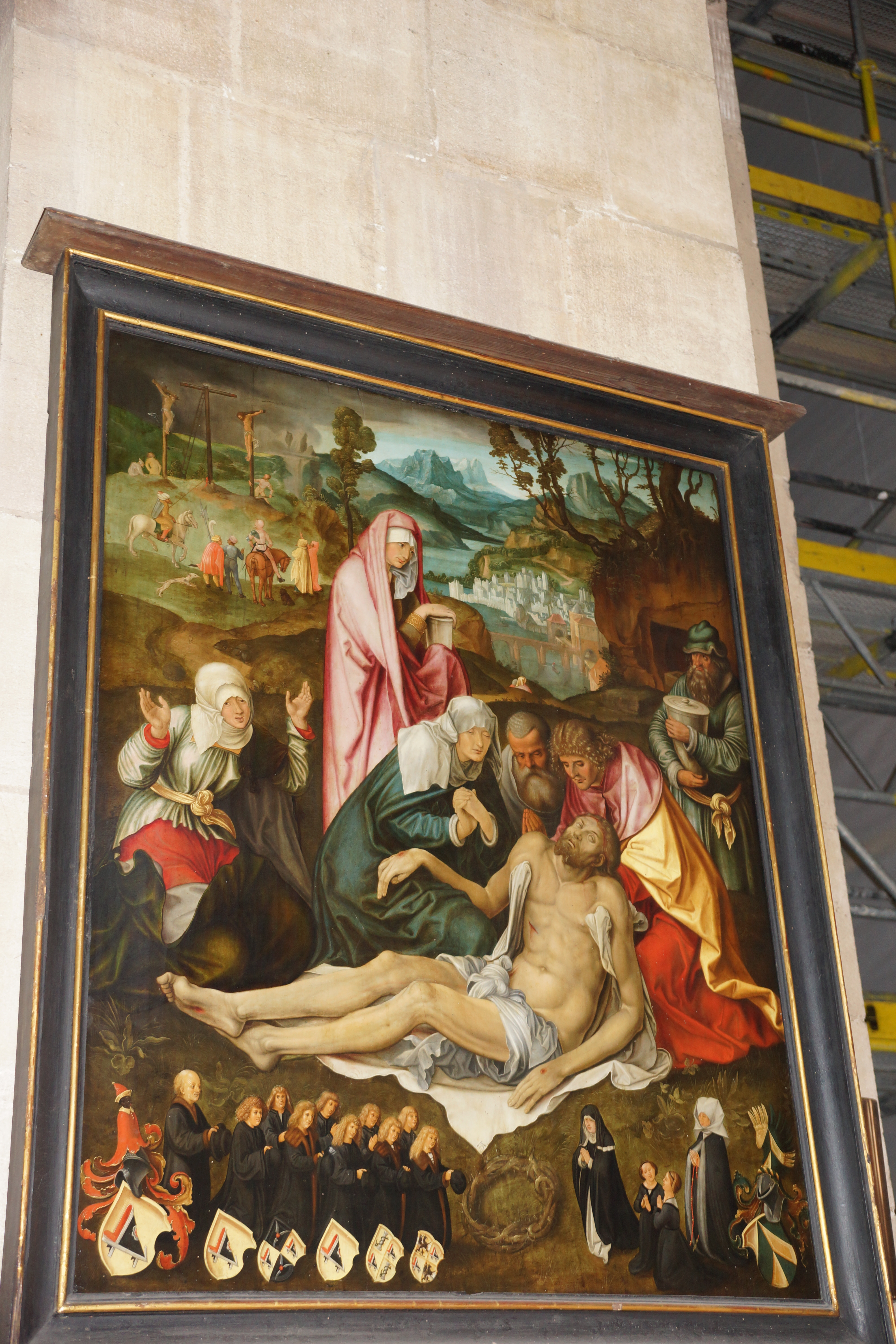
Kopie in der Sebalduskirche
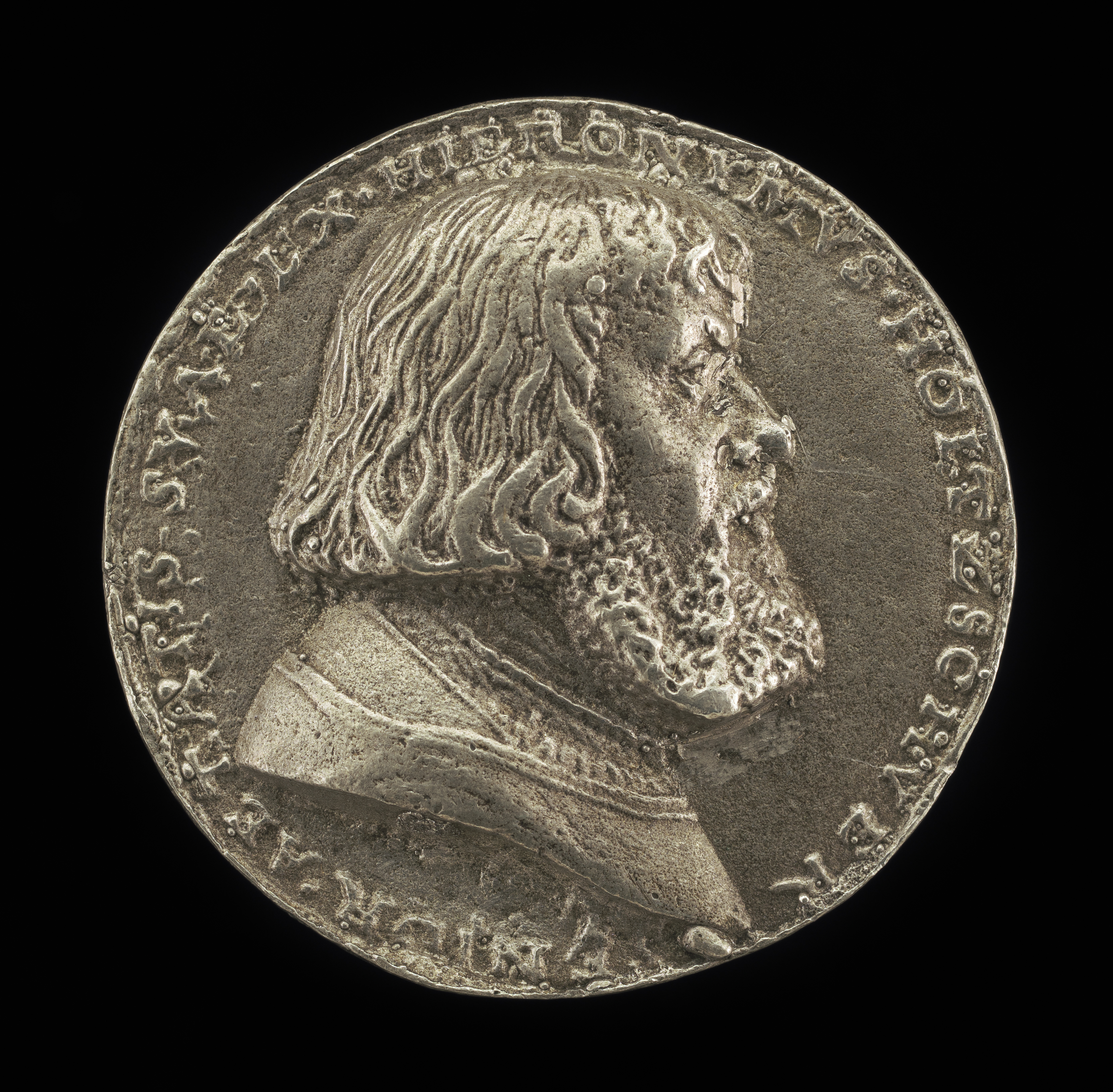
Profil auf einer Münze des Matthes Gebel von 1529
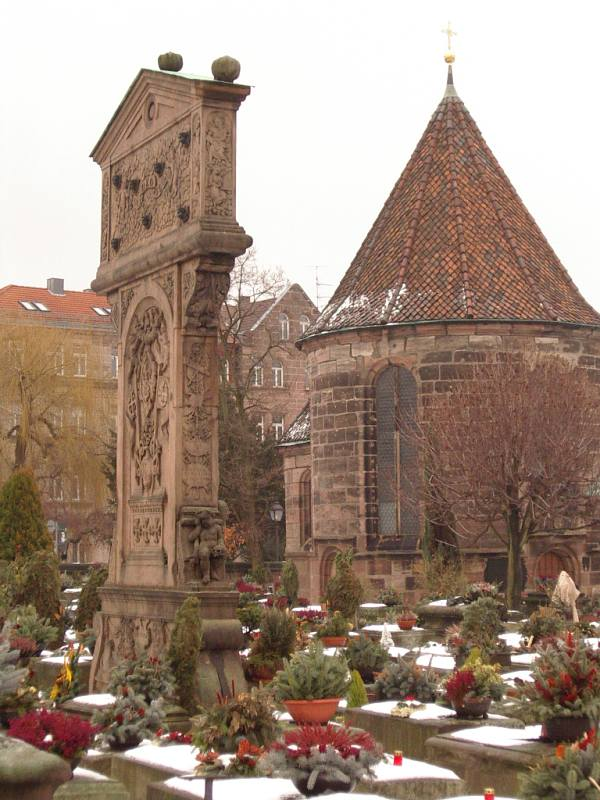
Holzschuherkapelle von 1515 auf dem Nürnberger Johannisfriedhof